# 大喜利22cc
大喜利22cc（おおぎりにじゅうにシーシー）は、落語家の三遊亭楽八により、2020年10月13日からYouTubeで配信されている、落語家らによる大喜利番組。

## 概要と特徴
- 番組は、 五代目円楽一門会一門の三遊亭楽八が司会、企画・制作、プロデュース。自らが配信している。
- 落語立川流真打の立川こしらが2020年3月28日から始めた大喜利セーフ22の派生番組として、それまでOOGIRI22:22が配信していた火曜日の枠を譲り受ける形でスタートした。
- 他の大喜利セーフ22グループ番組と同様、落語家がそれぞれ自宅から番組に出演し、送金サービスpringや通販サイトを活用した『投げ銭システム』『番組スポンサー』により、コロナ禍による仕事の激減で困窮する落語家を支える存在となった。
- 大喜利セーフ22同様、リモート会議システムZoomにより、出演者が自宅などから接続。その画面を、OBSによりオリジナルレイアウトの映像が制作され、ストリーミング配信される。
- 生配信された番組は、立川志ら門が開くYouTubeチャンネル「三遊亭楽八チャンネル」にアーカイブされ、一大娯楽コンテンツを形成している。
- 新型コロナウイルス感染症が拡大した2020年3月から2022年1月まで続いた、大喜利セーフ22グループによる月曜から日曜までの日替わり連日配信で、1週も欠かすことなく火曜日に配信を継続した。

## 主な出演者
三遊亭楽八、立川かしめ、春風亭いっ休、立川志ら門、桂優々、三遊亭遊七、三遊亭ぽん太、柳家緑助、三遊亭鳳笑、三遊亭萬丸、はなちゃん、鈴々舎馬るこ、桂竹千代、三遊亭栄豊満、橘屋圓十郎など

## 番組スタートの経過
- 三遊亭楽八は、当初OOGIRI22:22（大喜利セーフ22グループのYoutube配信大喜利番組)にほぼ連日のごとく出演していた。
- 2020年9月末に楽八が、独立して番組ホストを務める意向を表明。番組スタート前の2020年9月29日（28日深夜）には、配信ツールのOBSの操作について、大喜利セーフ22グループを主宰する立川こしらが、直接楽八にノウハウを伝授。その模様もストリーミング配信された。
- 2020年10月6日のOOGIRI22:22は、通常の配信に加えて、楽八のYoutubeチャンネル[1]でのデュアル配信を試行。音声トラブルが発生するなどの中で、楽八自身がスキルアップをはかられた。

## 番組タイトル
- 2020年10月13日の第1回配信、翌週10月20日の第2回配信は、番組名未定のまま配信。1回目、2回目の第3問を「楽八の新大喜利番組のタイトルを考えてください」として、出演者から候補を上げさせた。
- 「毎回第3問をこの問題にして、最もよかったものを次週のタイトルにすればいい」（萬丸）などと言われる中で、数多くの候補の中から「三遊亭楽八の大喜利22cc」を楽八自身が選択した。22ccは、楽八の趣味、オートバイに由来するもので、優々が考案したもの。